# Lizzie Svefors
Inga Lizzie Svefors, född 18 december 1919 i Malmö, död 27 januari 2019 i Ystad, var en svensk målare och konsthantverkare.
Hon var dotter till skomakarmästaren Karl Persson och Hilma Lindahl. Svefors studerade vid Det Kongelige Danske Kunstakademi i Köpenhamn 1951–1956 och genom självstudier under resor till Belgien och Frankrike 1949. Hon ställde ut tillsammans med Frederik Rohde i Limhamn 1962 och hon medverkade i samlingsutställningarna Form 1959, Form 60 1960 och Efterårsudstillingarna i Köpenhamn. Hennes konst består av landskapsskildringar i akvarell och batikarbeten där hon utförde figurala kompositioner.